# Zieloni (Tajwan)

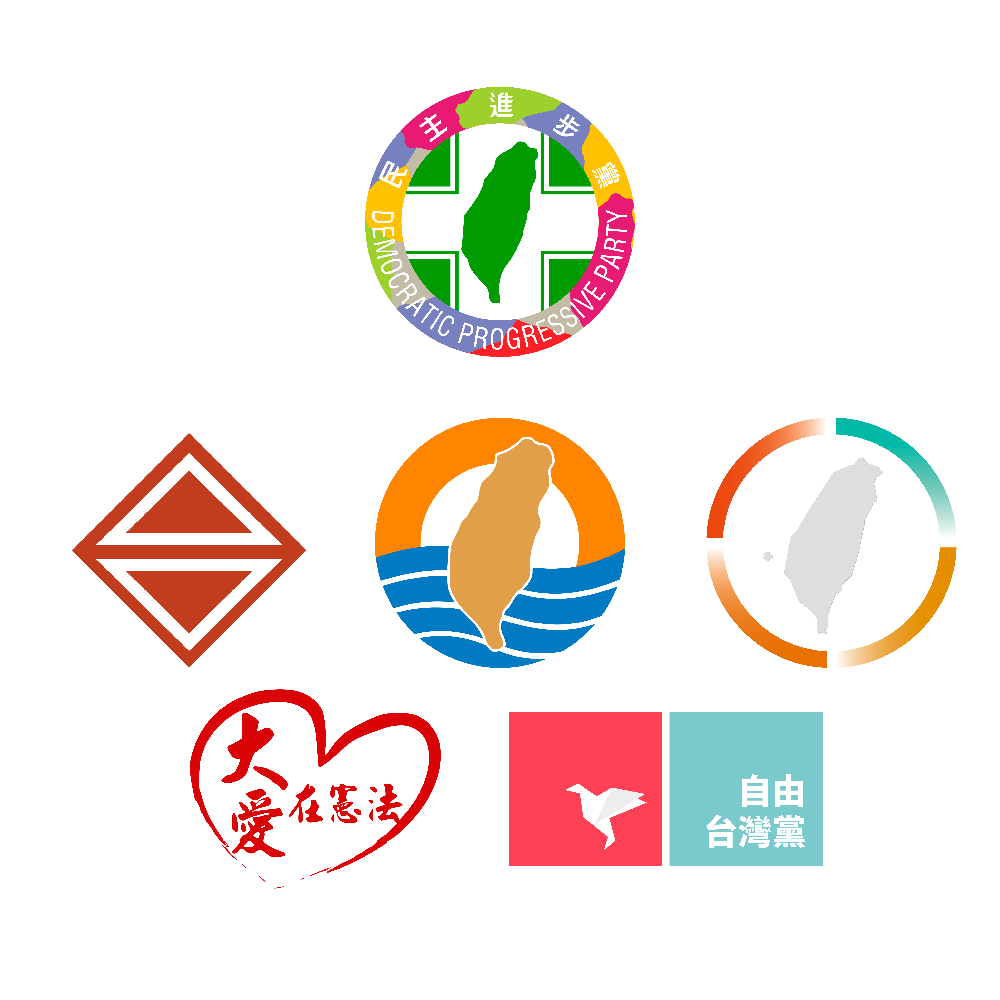
Znaleźliśmy sześć najważniejszych partii zintegrowanych z pan-zieloną koalicją. Od lewej do prawej: 1. rząd: Demokratyczna Partia Postępowa. 2. rząd: Tajwańska Partia Budowy Państwa, Tajwańska Unia Solidarności i Partia Pengzhou. 3. rząd: Wolna Partia Tajwanu i Stowarzyszenie Konstytucji Tajwanu.

Stronnictwo Polityczne „Zielonych” (chiń. upr. 泛绿联盟; chiń. trad. 泛綠聯盟; pinyin Fànlǜ Liánméng) – grupa demokratycznych, liberalnych tajwańskich partii politycznych, skupionych wokół Demokratycznej Partii Postępowej. Głównym postulatem „Zielonych” jest budowanie odrębnej od chińskiej świadomości narodowej i dążenie do niepodległości Tajwanu.
DPP wywodzi się z opozycjonistów tajwańskich lat 1970-80., sprzeciwiających się monopartyjnym rządom Kuomintangu. Po założeniu partii w 1986 r. zdobywała ona w kolejnych wyborach coraz więcej głosów. W 2000 r. kandydat DPP, Chen Shui-bian, wygrał wybory prezydenckie, kończąc pięćdziesięcioletnie rządy KMT. Poprzedni prezydent, Lee Teng-hui, wywodzący się z KMT, ale o poglądach mocno proniepodległościowych, odszedł z rodzimej partii; popierający go działacze w 2001 roku założyli  Unię Solidarności Tajwanu (Táiwān Tuánjié Liánméng, Taiwan Solidarity Union, TSU). DPP, TSU i niewielka Tajwańska Partia Niepodległościowa, zawiązały Zieloną Koalicję, jako blok przeciwstawny koalicji Niebieskiej.
W 2004 roku Zieloni kandydaci pokonali „Niebieskich” w wyborach prezydenckich (minimalną przewagą 0,19% głosów). Mimo że DPP była największą partią w parlamencie po wyborach 2001 r., większość zawsze posiadała koalicja Niebieska.
Po skandalach korupcyjnych, Zieloni przegrali wybory w 2008 roku (parlamentarne i prezydenckie), jednak od 2016 roku ponownie sprawują władzę.
Tradycyjnym bastionem Zielonych jest południe i zachód kraju.
Nazwa stronnictwa pochodzi od barw DPP.
Partie tworzące stronnictwo:
- Demokratyczna Partia Postępowa
- Unia Solidarności Tajwanu
- Tajwańska Partia Niepodległościowa